# Kattilasaari (ö i Norra Savolax, Kuopio, lat 63,12, long 28,01)
Kattilasaari är en ö i Finland. Den ligger i sjön Haluna och i kommunen Kuopio i den ekonomiska regionen  Kuopio ekonomiska region  och landskapet Norra Savolax, i den centrala delen av landet, 400 km nordost om huvudstaden Helsingfors. Öns area är 0,3 hektar och dess största längd är 80 meter i nord-sydlig riktning.